# Бургшталь (Саксонія-Ангальт)
Бургшталь (нім. Burgstall) — громада в Німеччині, розташована в землі Саксонія-Ангальт. Входить до складу району Берде. Складова частина об'єднання громад Ельбе-Гайде.
Площа — 116,43 км2. Населення становить 1490 ос. (станом на 31 грудня 2021).

## Структура громади
1 січня 2010 року раніше незалежні громади об'єдналися, щоб сформувати громаду Бургшталь. Громада складається з наступних районів та пов’язаних з ними житловими масивами:
1. Бургшталь з Браунсфорте (нім. Burgstall mit Braunspforte)
2. Блец (нім. Blätz) — задокументовано ще в 1359 році. У 1366 році село «Блеест» (нім. Bleest) згадується як феодальне володіння Магдебурзької єпархії.
3. Крохерн (нім. Cröchern) — родовим дім старовинного дворянського роду з магдебурзького архієпископства — фон Крехер (нім. Cröchern, Krocher, Krocker, Kröcker, Kröcher).
4. Долле (нім. Dolle) — село розташоване приблизно за 33 км на північ від столиці землі Магдебург.
5. Зандбайендорф (нім. Sandbeiendorf). Окрім села, район включає житлові райони  малий Магдебург (нім. Klein Magdeburg) та малий Зандбайендорф (нім. Klein Sandbeiendorf).